# 5 Pułk Grenadierów (Imperium Rosyjskie)

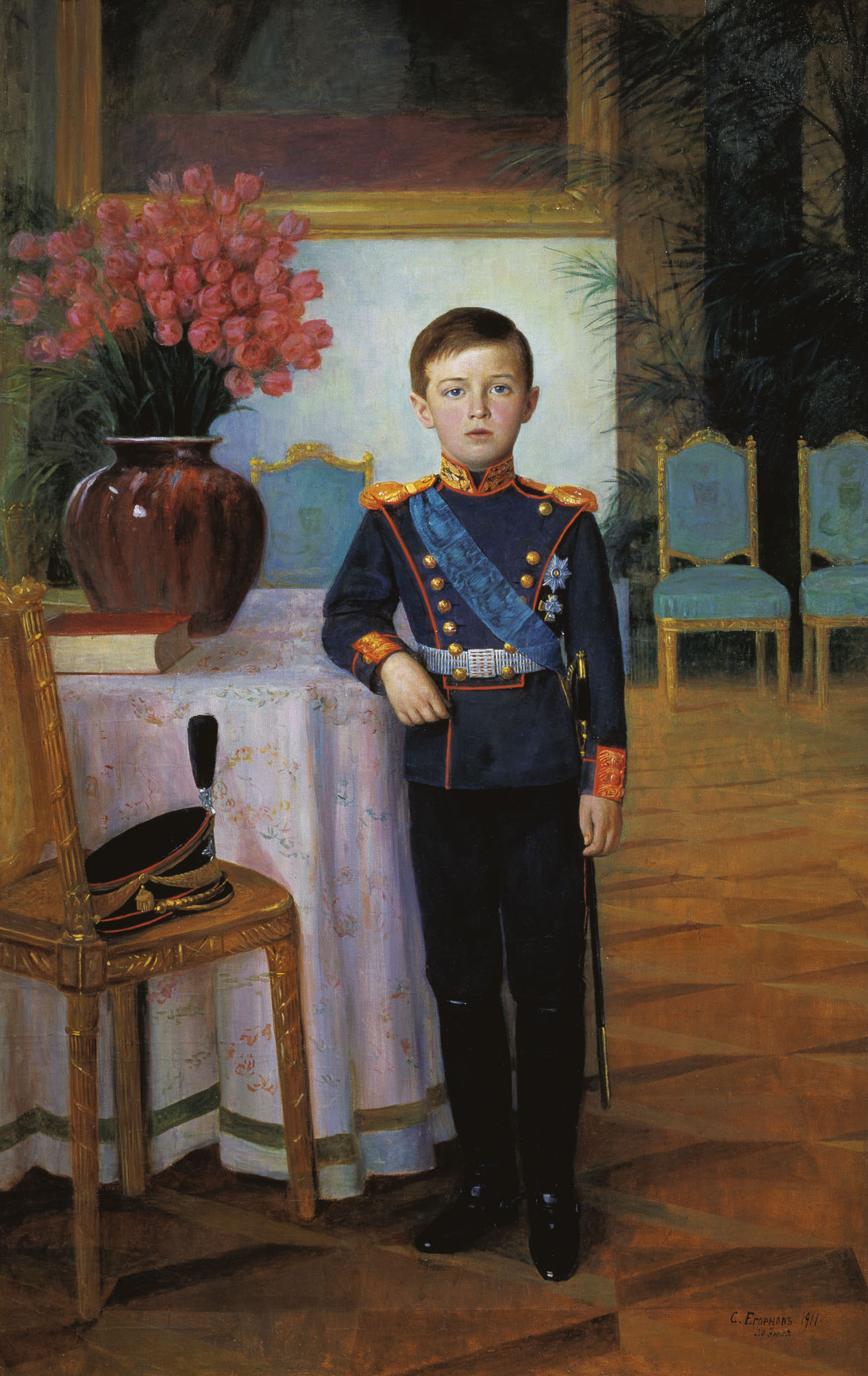
Carewicz Aleksy Mikołajewicz – patron 5 Kijowskiego pgren.

5 Kijowski Pułk Grenadierów Jego Cesarskiej Wysokości Następcy Tronu Carewicza Aleksego Nikołajewicza (ros. 5-й гренадерский Киевский Его Императорского Высочества Наследника Цесаревича Алексея Николаевича полк) – pułk piechoty okresu Imperium Rosyjskiego.

## Charakterystyka
Sformowany 25 czerwca 1700 za panowania cara Piotra I Romanowa.
Święto pułkowe: Stacjonował między innymi w Moskwie.
Pułk wziął udział w działaniach zbrojnych epoki napoleońskiej, a także w działaniach zbrojnych okresu I wojny światowej.

 W przededniu I wojny światowej pułk etatowo posiadał cztery bataliony po cztery kompanie oraz kompanię tyłową. Kompania piechoty czasu wojny liczyła około 240 żołnierzy i 4–5 oficerów. Na szczeblu pułku występował także pododdział karabinów maszynowych (8 km), łączności (w tym 14 konnych gońców i 21 telefonistów) i zwiadowczy (64 zwiadowców, w tym 4 kolarzy). W sumie pułk liczył około 4000 żołnierzy.

## Podporządkowanie
Lipiec 1914:
- Korpus Grenadierów Imperium Rosyjskiego (Гренадерский корпус), Moskwa
  - 2 Dywizja Grenadierów – Moskwa
    - 5 Kijowski pułk grenadierów – Moskwa.

## Bibliografia

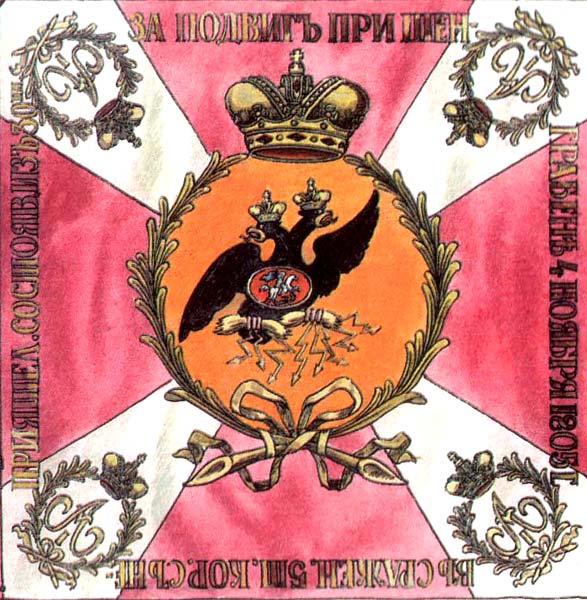
Sztandar 5 Kijowskiego pgren.